# .ec
‎.ec‏ دامنه اینترنتی اختصاص داده شده به اکوادور است.